# Хуссам Абдо
Хуссам Мухаммад Біляль Абдо (араб. حسام محمد بلال عبده; нар. 24 лютого 1990) — палестинець з району Масахія в Наблусі, який підлітком потрапив у заголовки міжнародних газет 24 березня 2004 року, увійшовши на контрольно-пропускний пункт «Хувара» на Західному березі річки Йордан з вісьмома кілограмами вибухівки, прикріпленими до його тіла, намагаючись скоїти самопідрив.

## Інцидент
Абдо, якому на той час було 14 років, наблизився до КПП, біжучи назустріч солдатам, з 8 кілограмами вибухівки на бронежилеті й детонатором у руках. Коли ізраїльські солдати помітили щось підозріле в поведінці хлопця, вони направили на нього зброю, він злякався й підняв руки, але не підірвав пояс. Тоді йому наказали підняти сорочку, і виявили пояс з вибухівкою. Після виведення всіх людей у безпечне місце, до хлопця відправили спеціалізованого робота-сапера з ножицями, за допомогою яких він зміг відрізати вибухівку. Весь цей час хлопець казав солдатам, що не хоче вмирати. Пізніше його обшукали на предмет наявності інших бомб, але жодної не знайшли, а бомбу, витягнуту з жилета Абдо, пізніше підірвали в безпечному місці. Начальник пропускного пункту зазначив, що, можливо, хлопець намагався активувати вибуховий пояс, але «він не спрацював».
У ЗМІ повідомлялося, що Абдо стверджував, буцімто йому запропонували 100 шекелів та обіцяли секс з незайманими дівчатами, а ізраїльські сили безпеки додали, що в ході розслідування встановлено, що Абдо не мав популярності серед однокурсників і друзі насміхалися з нього. Відповідальність за відправку хлопчика взяло на себе військове крило ФАТХу — «Бригади мучеників Аль-Акси» з табору біженців Балата у Наблусі.
Коли в ефірі ізраїльського телебачення Абдо попросили назвати причину замаху на нього, він відповів: «Через людей». На повторне запитання, він відповів: «Вони мене не люблять». Тоді репортер запитав його, чи думав він також про рай, на що він кивнув головою. Газета «Jerusalem Post» процитувала слова Хусама про те, що його куратори сказали йому, що підірвати себе — єдиний спосіб мати секс з 72 незайманими в Едемському саду.
Видання «The Age» повідомило, що Хусам сказав в інтерв'ю, що після багатьох років знущань з боку однокласників він хотів потрапити до раю, про який він дізнався з ісламського вчення.

## Інтерв'ю
У липні 2004 року BBC дозволили взяти інтерв'ю у Абдо в ізраїльській в'язниці, в якому він детально описав хід виконання місії. Він розповів, що був завербований своїм другом Насером, 16-річним однокласником, який звернувся до нього з проханням знайти йому «терориста-мученика», а той відповів, що зробить це. Потім Абдо відвели до Ваеля, 21-річного члена «Бригад мучеників Аль-Акси», який привів його до третього бойовика, який надягнув на хлопця пояс з бомбою, після чого обидва сфотографували його. Абдо описав свої почуття до людей, які його прислали, як «нормальні», зазначивши, що один з них також перебуває у в'язниці, і що вони друзі. Коли його запитали про причини нападу, Абдо відповів, що причиною нападу була загибель його друга, а також його бажання уникнути шкільних занять.
Документальний фільм «Створення мученика» розповідає про Абдо через півтора року після його спроби вчинити самопідрив. Він не висловлював жодних докорів сумління і здавався ще ближчим до терористів, з якими сидів у в'язниці. Він шкодував, що не підірвав себе, і з радістю згадував свою невдалу спробу: «Коли мене везли на КПП, я хихотів і стрибав».

## Реакція сім'ї
Мати Абдо, Тамам, сказала: «Він маленька дитина, яка навіть не може подбати про себе. Йому лише 16… У нього ніколи не було щасливого дитинства. Він досі нічого не бачив у житті. Коли б йому було більше 18, можливо, це було б можливо, і я б навіть підтримала його в цьому. Але це неможливо для дитини його віку». Ізраїльські ЗМІ описували Абдо як «розумово відсталого», тоді як його брат, Хосні, сказав, що Абдо «має інтелект 12-річної дитини». Його родина розкритикувала Армію оборони Ізраїлю за те, що вони «виставили хлопчика напоказ» перед міжнародними журналістами. Дядько Абдо Халіл сказав, що з радістю власноруч убив би того, хто відправив його племінника як смертника.

## Висвітлення в ЗМІ
Історія Абдо, а також феномен дітей-самогубців на палестинських територіях, була відображена у відзначеному нагородами документальному фільмі «Створення мученика» (реж. Брук Голдштейн та Алістер Лейланд).
П'єр Рехов взяв у Хусама інтерв'ю для свого документального фільму «Вбивці-самогубці», в якому Рехов досліджує психопатологію мусульманського тероризму і те, чому деякі мусульманські батьки готові пожертвувати своїми дітьми як мучениками.
За словами Шафіка Масальхи, клінічного психолога, який викладає у Тель-Авівському університеті, 15 % палестинських дітей мріють стати терористами-смертниками. За даними Еяда Сарраджа, палестинського психіатра і директора Програми психічного здоров'я громади Гази, опитування, проведене його групою, показало, що 36 % палестинців віком від 12 років прагнуть померти «мученицькою смертю» у боротьбі з Ізраїлем.

### Мультимедіа— відео
- «Створення мученика» на AOL. [Архівовано 2007-02-16 у Wayback Machine.], (Відео-трейлер)
- «Створення мученика» на «CNN The Situation Room» (розміщено на YouTube)

### Інше
- «Армія оборони Ізраїлю затримала 14-річного терориста-смертника». Амос Харель та Арнон Регуляр, «Га-Арец»